# Hemis
Hemis (del tibetano: ཧེ་མིས་) es una localidad del distrito de Leh, territorio de Ladakh en la India.

## Geografía
Se encuentra a una altitud de 3 629 m s. n. m. 45 km al sur de la capital del distrito, Leh, en la zona horaria de UTC+05:30.

## Demografía
Según estimación 2010 contaba con una población de 1 109 habitantes.